# على خط النار (كتاب)
كتاب على خط النار هو كتاب من تأليف الدكتور مصطفى محمود يتحدث فيه عن الحكومات العربية التي يجب أن تتحد وتتماسك ويتحابوا ويتعاونوا ويتعاملوا كذراع واحدة مع هذا المشروع الصهيوني الأمريكي التفكيكي للقضاء عليهم وتفريقهم والسيطرة على مقدراتهم. وإفقارهم وإغراقهم في الفتن والخلافات والديون، والأخذ بالعبرة حرب الخليج واستدراج صدام إلى غزو الكويت لخلق ذريعة للسيطرة على البترول وضرب الوحدة العربية في مقتل.
تحدث عن الشعوب العربية في الشارع التي قاطعت حينها (ويجب أن تستمر) الكوكاكولا والماكدونالد والكنتاكي والهمبورجر والتي فعلت هذا بأسلوب فطري باعتبارها رموزا أمريكية. فهي انتفاضة تلقائية ضد ما أحب وما تعود، وإشعار صادق بأنه يمكن أن يخلع ما تعود عليه وأن يقاطع ما يألفه لأنه ارتبط في ذهنه باشياء يكرهها.
والحذر ثم الحذر من هذه الموجة القادمة من أوروبا وأمريكا من فنون الانحلال والإثارة والعنف والشذوذ التي تبثها فضائيات الغرب وأفلامه وصحفه ومجلاته وروايته والتي أصبحت في كل بيت عربي وأن من يقف في كواليس هذه الوسائل هم الصهاينة أنفسهم. ولا يحدث هذا مصادفة بل هو ترويج متعمد وإغراق له سماسرته ووكالاته. فالنقل والتقليد عن هؤلاء الناس قد انحدر بنا إلى غور سحيق من فقدان الهوية وفقدان الروح وفقدان الشخصية وفقدان المستقبل.
إن البضاعة الفكرية فاسدة والأطعمة مسموومة والذين يقوممون بتسويقها علينا هم أعداؤنا لا أصدقاؤنا. وسموم الفكر أخطر فهي تسمم العقول وتعمي الأبصار. والتضليل الإعلامي أفدح في آثاره يحول الأرض الآمنة إلى حقول ألغام، وعلينا أن نضع مرشحات على عقولنا وفلاتر على آذاننا وفلاتر على عيوننا.علينا أن نقرأ ما ينشر علينا بعقل ناقد ونبصر ما يعرض غلينا بعيون ناقدة ونتفهم ما يقال لنا برؤية نافذة. فلا شيء بريء في هذا الزمان. وإنما هي فخاخ ومصائد وفرق مقاتلة. كل فرقة تروج لمصلحتها وتروج لمذهبها.
تحدث عن أمريكا وإسرائيل الذين لا يدرون إلى أي هوة سوف يقودهم بطشهم الأعمى، وهم مشغولون وفي دوار العظمة لا يحفلون بكتب التاريخ التي تلقي علينا بالدروس كيف أن العلو ليس بعده إلا القاع وكم من أمم وحكومات تجبرت وعلت وهي الآن في قاع البحر وأمم في بطن الرمال وأمم تحت الجليد وأمم غبرت وطواها النسيان ولم يبق لها أثر ولا ذكرى. . . ينسون عجلة الزمن التي تجري ويغفلون عن الحاضر الذي سوف يصبح ذكرى باهتة ثم يصبح سطرا في الماضي ثم يغدو نسيا منسيا. وغرور القوة التي استعارته إسرائيل من الظهير الأمريكي سيكون قبرها.

## مقتطفات من الكتاب
- “علينا أن نضع مرشحات على عقولنا وفلاتر على عيوننا. علينا أن نقرأ ما ينشر علينا بعقل ناقد ونبصر ما يعرض علينا بعيون ناقدة ونتفهم ما يقال لنا برؤية ناقدة عن ما يعرض من أفكار من الإعلام الغربي على الوطن العربي”
- “إذا أردت أن تبلغ غاية المنى فلا سبيل إلا أن تقدم حياتك كلها لنصرة الحق وتلك غاية لا يبلغها الا مقاتل أراد الله بكل قلبه فمات شهيدا.. فاطلعه الله على المشهد الحق”
- “أدعو للكل بالهداية..ولمدمني العوملة أقول: لم تظهر بعد لقاحات لعلاج هذا الإدمان الخبيث ومازال الإيمان بالله هو العاصم الوحيد ولن تجدوا هذا العلاج على الأنترنت فهو روشتة قديمة من أيام نوح.”

## وصلات خارجية
- فيديو حلقات الدكتور مصطفى محمود.
- مدونة الدكتور مصطفى محمود.
- "كان نائماً في سكينة تامة لم يستيقظ منها": ابنة مصطفى محمود لـ"العربية.نت": العالم الكبير رحل في هدوء، العربية نت، 31 أكتوبر 2009.
- صفحة مصطفى محمود على موقع أبجد
- صفحة اقتباسات مصطفى محمود على موقع أبجد
- صفحة باسم الدكتور رائعة على الفيس بوك
- الفيلم الوثائقي العالم والايمان على اليوتيوب
- محمود تحميل كتب الدكتور مصطفى محمود كاملة pdf